# Calceolaria amoena
Calceolaria amoena är en toffelblomsväxtart som beskrevs av U. Molau. Calceolaria amoena ingår i släktet toffelblommor, och familjen toffelblomsväxter. Inga underarter finns listade i Catalogue of Life.